# بالمه
بالمه (به ایتالیایی: Balme) یک کومونه در ایتالیا است که در استان تورین واقع شده‌است.

## خصوصیات
بالمه ۶۳٫۱ کیلومترمربع مساحت و ۹۷ نفر جمعیت دارد و ۱٬۴۳۲ متر بالاتر از سطح دریا واقع شده‌است.